# Mormonen machen sich was vor
Mormonen machen sich was vor (englischer Titel: All About Mormons) ist die zwölfte Folge der siebten Staffel von South Park. Es ist insgesamt die 108. Folge der Serie. Die Folge wurde ursprünglich am 19. November 2003 auf Comedy Central ausgestrahlt. Darin geht es um die Religion und Kultur der Mormonen, weil eine mormonische Familie nach South Park gezogen ist und die männlichen Mitglieder der Marsh-Familie beeinflusst. Die Geschichte, wie Joseph Smith das Mormonentum gründete, und im Speziellen, wie er das Buch Mormon entstehen ließ, wird in einer Reihe von Rückblenden gezeigt. Geschrieben wurde die Folge von Trey Parker, der auch Regie führte. Sie wurde von der amerikanischen Jugendschutzbehörde als nicht geeignet für Jugendliche unter 17 Jahren kategorisiert. Allerdings gab es durchweg gute Kritiken und sie erschien in mehreren Bestenlisten der South-Park-Serie. Parker fand heraus, dass viele junge Leute die Folge für nicht witzig hielten, im Gegensatz zum Großteil seiner mormonischen Freunde, die sie urkomisch fänden. Die Folge wurde am 21. März 2006 auf DVD veröffentlicht. Ausgehend von der hierin verarbeiteten Idee schufen Parker und sein South-Park-Autorenkollege Matt Stone sowie der Musicalkomponist Robert Lopez das Musical The Book of Mormon, worin einige Aspekte der South-Park-Handlung vertieft werden konnten. Im Sommer 2013 wählten die Fans Mormonen machen sich was vor zur besten Folge der siebten Staffel.

## Handlung
Eine neue Familie, die Harrisons, zieht nach South Park. Dazu gehört der Sohn Gary. Gary ist in allen Dingen besser als die anderen Kinder. Deshalb wollen die einheimischen Jungen ihn verprügeln. Stan Marsh wird bestimmt, anzufangen. Als Stan auf Gary zugeht und ihn dabei beschimpfend zu provozieren versucht, reagiert Gary verblüffend friedlich, indem er seinen Kontrahenten zu sich nach Hause zum Abendessen einlädt. Stan sucht Garys Familie an deren „Familienabend“ auf und ist überrascht, wie liebevoll, freundlich und talentiert sie ist. Er erfährt auch etwas über deren religiösen Hintergrund. Nachdem Stan wieder zu Hause ist, fragt er seine Eltern, was denn besonders sei an der Kirche Jesu Christi der Heiligen der Letzten Tage. Sein Vater folgert aus Stans Bericht, dass die Harrisons religiöse Fanatiker sein müssten, die Stan bekehren wollten. Wütend geht er zu dem Haus der mormonischen Familie, wo er auf Mister Harrison trifft, zu dem sich seine Frau mit frisch gebackene Reiswaffeln gesellt. Wie Gary zuvor auf dem Schulhof, reagieren auch seine Eltern überaus gastfreundlich und zuvorkommend und bitten den geradezu perplexen Krawallmacher herein. Der durch Bewirtung und Konzilianz Besänftigte ist auch plötzlich empfänglich für die Gedankenwelt der Harrisons. Schließlich konvertiert er zum Mormonentum. Am nächsten Tag machen sich Kenny, Cartman und Kyle über Stan lustig, weil er sich mit Gary abgibt. Stan ist das folgende Zusammentreffen von ihm und seiner Clique, der er sich weiterhin zugehörig fühlt, mit seinem neuen Freund etwas peinlich.
Immer wieder werden Fragen über das Glaubensgerüst der Mormonen aufgeworfen. Daraus entspinnt sich eine Nebengeschichte über deren Gründung durch den selbsternannten Propheten Joseph Smith. Insbesondere werden die Details der Ursprungsvorgänge in Rückblenden ausführlich geschildert, da sich die absurd wirkenden Ereignisse gut für eine Satire eignen. Zum Beispiel wird genau dargestellt, wie Smith den reichen Martin Harris für den Druck eines von Jesus verfassten Testamentes auf vergrabenen Goldplatten, das mittels magischer Steine von Smith übersetzt werden muss, gewinnt. Während die Entstehung des Buchs Mormon erzählt wird, ist ein Silbensingsang zu hören. Dieses „dum-dum-dum-dum-dum“ klingt phonetisch nach „dumm, dumm, dumm, dumm, dumm“ (in der Originalversion: „dumb-dumb-dumb“). Verstärkt wird der Effekt durch die Variation „schlau, schlau, schlau, schlau, schlau“, die gesungen wird, als Harris’ Ehefrau Lucy die ungewöhnliche Übersetzungstechnik hinterfragt und nach einer zweiten Übersetzung ohne Abweichungen von der ersten verlangt. Als Harris vorgibt, die 116 Seiten Manuskript verloren zu haben, die Smith ihm überlassen hatte, hat Smith allerdings wieder eine bizarre Erklärung parat, die Harris ihm abnimmt.
Die Folge gibt somit eindeutig zu verstehen, dass die Gründungsgeschichte unrealistisch, also ein Mythos, ist. Stan konfrontiert die zu Besuch weilenden Harrisons damit, dass die breite Öffentlichkeit keine ernstzunehmenden Beweise für die Existenz der ominösen Goldtafeln erhalten habe und dass die zweite Übersetzung von der ersten abwich. Stan ereifert sich über die fehlende Logik der Gründungsgeschichte, doch die Mormonen reagieren höflich und erwidern, es sei eben eine Sache des Glaubens und sie freuten sich über jedwede Glaubensrichtung. Als Nächstes greift Stan die Gäste an, indem er ihnen vorwirft, mit gespielter Freundlichkeit dumme Menschen zum Mormonentum zu locken. Stans Vater schwenkt daraufhin erneut um und setzt die Besucher vor die Tür. Die Abkehr der Marshs ärgert niemanden in der mormonischen Familie, außer Gary. Dieser kommt am nächsten Morgen auf Stan zu und erklärt, dass eine Religion nicht wahrheitsgemäß sein müsse, solange die Menschen, die an sie glauben, damit glücklich seien und die Familienwerte und den Sozialgedanken hochhielten. Gary verurteilt Stan für seine Borniertheit.

## Produktion
Die Folge wurde geschrieben und ausgeführt vom Co-Produzenten von South Park, Trey Parker. Die Stimme des Charakters Gary wird von Kyle McCulloch gesprochen. Dieser ist ein Autor der Serie und wurde als Mormone erzogen.
Parker und Stone wuchsen in Colorado auf und hatten viele mormonische Bekannte. Die Ex-Freundin von Parker war Mormonin und sie lud ihn zu ihrem Familienabend ein. Durch diese Erfahrungen lernte Parker mehr über diese Religion und machte Untersuchungen für seinen Film Orgazmo, in dem er den mormonischen Hauptcharakter spielt.

## Rezeption
Cameron Adams von der Herald Sun sieht diese Folge als eine der besten an.  Chris Quinn vom San Antonio Express-News platzierte die Folge als die siebtbeste in seiner Liste der „Top 10 Most Offensive South Park Episodes and Therefore, Maybe The Best, List“. Die Folge wurde in einer Ausstellung zum Mormonentum in populärer Kultur am Utah Valley State College verwendet. Sie wurde im Rahmen eines Vortrages des Professors für Religionsstudien, Dennis Potter, gezeigt. Der Vortrag hatte den Titel „The Americanization of Mormonism Reflected in Pop Culture“.
Die Betreiberin der Fan-Website Planearium.de, Janina Himmen, fand die Aufmachung der Rückblenden als Musical „unterhaltsam“. Ihr „fiel diesmal besonders auf, dass Trey und Matt im Vergleich zu den frühen Folgen inzwischen einen viel gradlinigeren Stil verfolgen, in dem nur noch selten zwei oder drei Handlungen pro Folge verknüpft werden. “ Er mutmaßte, dass für Amerikaner „das Thema wahrscheinlich leichter zu verstehen [sei] als für Deutsche, weil dort Mormonen verbreiteter sind.“ Von den Fans gab es in der Hauptsache eine positive Resonanz, vereinzelt gab es jedoch kritische Stimmen. Die Durchschnittswertung liegt bei 4,2 von 5 möglichen Punkten.